# Teologická škola Chalki
Teologická škola Chalki (řecky: Ιερά Θεολογική Σχολή της Χάλκης, turecky: Rum Ortodoks Ruhban Okulu) byla středoškolská instituce Konstantinopolského patriarchátu, na území monastýru Svaté Trojice ostrova Heybeliada.

## Historie
První pokus o otevření teologické školy zahájil konstantinopolský patriarcha Grigorios VI. Škola vznikla roku 1839 ve Feneru. Kvůli finančním potížím však byla škola brzy uzavřena.
Dne 1. října 1844 byla na ostrově Chalki založena patriarchou Germanosem IV., za materiální podpory patriarchy Konstantiose I. teologická škola.
Na údržbu školy byly přiděleny povinné roční příspěvky od konstantinopolského patriarchy a eparchiálních biskupů, a také bylo převedeno 2 tisíce rublů z Nejsvětějšího synodu Ruské pravoslavné církve.
Roku 1971 Republikánská lidová strana odvolala k Ústavnímu soudu, který uzavřel školu kvůli zákazu soukromé vzdělávací náboženské aktivity.

## Otázka obnovy
Konstantinopolský patriarcha opakovaně upozorňoval světové společenství na problematiku obnovení činnosti školy. Zákaz vzdělávacích aktivit je podle něj porušením konference v Lausanne, Ústavy Turecké republiky a Úmluvy o ochraně lidských práv a základních svobod.
Roku 2006 Velké národní shromáždění se vyslovilo proti obnovení církevních vzdělávacích institucí v Turecku.
V únoru 2010 Parlament Rady Evropy vyzval tureckou vládu, aby umožnila Konstantinopolskému patriarchátu obnovit teologickou školu a zaregistrovala ji jako pobočku teologické fakulty univerzity Galatasaray.
V dubnu 2018 se v Ankaře uskutečnilo setkání konstantinopolského patriarchy Bartoloměje I. a prezidenta Erdoğana, který patriarchu ujistil o brzkém otevření školy.